# ألكا ياجنيك
ألكا ياجنيك  (بالهندية: अलका याज्ञिक or अलका याज्ञनिक)‏ (ولدت في 20 مارس 1966  في كالكوتا، ولاية ويست بنغال، بالهند) وهي مغنية هندية، حصلت على جائزة فيلمفير لأفضل مغنية بلاى باك سبع مرات. فهي تصنف ضمن أفضل مغنيي بلاى باك ببوليوود.

## بداية حياتها ونشأتها
ولدت ألكا ياجنيك بكالكوتا لعائلة غوجاراتية. كانت والدتها شوبا ياجنيك مغنية للموسيقى الكلاسيكية الهندية. بدأت ألكا الغناء لراديو كالكوتا في السادسة من عمرها. وفي سن العاشرة أخذتها أمها إلى بومباي كمغنية طفلة. وهناك نصحوها بأن تنتظر حتى ينضج صوتها، لكن أمها ظلت عاقدة العزم حتى حصلت ألكا على رسالة من موزع كالكوتا يقدمها فيها لراج كابور. عندما سمع راج الفتاة، أرسل معها رسالة إلى لاكسميكانت المنتج الشهير لاكسميكانت. أعجب بها لاكسميكانت وخيرها بين أمرين: إما أن تبدأ العمل فورا كفنانة دوبلاج، أو الانتظار حتى تصبح مغنية؛ فاختارت الانتظار.

## حياتها الفنية
تدربت ألكا ياجنيك تدريبا كلاسيكيا، وتعد وابوردرة من مطربي البلاى باك الرائدين في بوليوود منذ أواخر عام 1980. بدأت ألكا غناء الأغنيات الدينية التي تعرف باسم bhajans لراديو كالكوتا في السادسة من عمرها. قدمت أولى أغنياتها لفيلم بايال كي جانكار في (1979)، لاواريس تلتها أغنية «مير انجين ماين» لفيلم لاواريس (1981)، ثم فيلم هامارى باهو ألكا (1982). كما حصلت على فرصة كبيرة مع أغنية «إيك دو تين»تيزاب لفيلم تيزاب (1988). حولتها هذه الأغنية إلى نجمة بين عشية وضحاها، وأصبحت نجمة بوب، كما فازت عنها بجائزة فيلمفير لأفضل مغنية بلاى باك. ساهم فيلم كايامت سى كايامت تاك في تشكيل تاريخها الفنى، كما أن عملها مع كومار سانو واوديت نارايان جعل اسمها من الأسماء البارزة.
غنت ألكا بالعديد من اللغات الأخرى غير الهندية، منها: البنغالية، البهوجبرية، بنجابى، المهاراتية، التيلوجو، التاميلية، والمالايالام. بالإضافة إلى ذلك، ألكا هي الاختيار رقم وابوردر لأداء أغاني الأفلام نظرا لبراعة صوتها، حتى أن كثير من بطلات الأفلام يطلبن أن يدبلج صوتها مع أدائهن. كما عملت مع العديد من ملحنى الهند مثل: لاكسميكانت-بياريلال، ايه اّررهمان، أناند- ميلند، فيجو شاه، هيميش ريشاميا ، شانكار-ايشان- لوي، وغيرهم. كما أنها المطربة المفضلة لكل من الملحنين: لاكسميكانت- بياريلال، أنو مالك، راكيش روشان، نديم- شرافان، جاتين- لاتيل، حيث أنها الاختيار الأول لألحانهم.
تشاطر ألكا اللقب مع اشا بونسيل لحصولها على أكبر عدد من جوائز فيلمفير، حيث حصلت على سبع جوائز كمغنية بلاى باك. كانت ألكا الحكم في العديد من برامج سا ري جا ما با تشالنج، وستار فويس اوف انديا وكلاهما عبارة عن مسابقات في الغناء، حيث يتنافس مجموعات سواء من الأطفال أو الكبار من مختلف الأعمار للفوز بجائزة أفضل الأغنيات. بالإضافة إلى ذلك، برزت أغنيتها «شما شما» من فيلم تشينا جيت في أغنية «هندى ساد دياموندز» من الموسيقى التصويرية لفيلم مولين روج!.

## الجوائز
حصلت ألكا ياجنيك على العديد من الجوائز والترشيحات خلال مسيرتها الغنائية، بصرف النظر عن الجوائز المذكورة أدناه. نالت جائزة فيلمفير لأفضل مغنية بلاى باك لمدة ثلاث سنوات على التوالى من 1999-2001.

### جوائز فيلمفلير(Filmfare Awards)
- 1988 -- أفضل مغنية بلاى باك عن أغنية «إيك دو تين» من فيلم تيزاب
- 1993—أفضل مغنية بلاى باك عن أغنية «كولى كى بيك» من فيلم كالنياك (بالاشتراك مع لا ارون)
- 1997—أفضل مغنية بلاى باك عن أغنية «زارا تازفير سى تى» من فيلم بارديس
- 1999—أفضل مغنية بلاى باك عن أغنية «تال سى تال» من فيلم تال
- 2000—أفضل مغنية بلاى باك عن أغنية «ديل ني يه كاها ديل سي» من فيلم دادكان
- 2001—أفضل مغنية بلاى باك عن أغنية «أو رى كورى» من فيلم لاجان
- 2004—أفضل مغنية بلاى باك عن أغنية «هم تم» من فيلم هم تم

### جوائز السينما الوطنية(National Film Awards)
- 1994—جائزة اللوتس الفضى (Silver Lotus Award)عن أغنية «جونجاد كي اد سي» من فيلم هوم هين راهى بيار كى
- 1999—جائزة اللوتس الفضى (Silver Lotus Award) عن أغنية «كوش كوش هوتا هاتى» من فيلم كوش كوش هوتا هاتى

### جوائز زى سين(Zee Cine Awards)
- 1999 -- «كوش كوش هوتا هاتى» -- كوش كوش هوتا هاتى
- 2001 -- «كاهو ناه... بيار هاي»-- كاهو ناه... بيار هاي
- 2007 -- «تومى ديكو ناه» -- كابى الفيدا ناه كينا [6]

### جوائز نجم الشاشة(Star Screen Awards)
- 1995 -- أفضل مغنية بلاى باك لأغنية «ديل ني ديل سي» من فيلم هاقيقات
- 2000 -- أفضل مغنية بلاى باك لأغنية «بانشى ناديان» من فيلم ريفيوجى
- 2005 -- أفضل مغنية بلاى باك لأغنية «كيون كي ايتنا بيار تومس» من فيلم كيون كى

### جوائز الأكاديمية الدولية للفيلم الهندى(International Indian Film Academy)
- 2000 -- «تال سى تال ميلا» -- تال
- 2001 -- «كاهو ناه بيار هاي» -- كاهو ناه... بيار هاي

### جائزة رابطة صحافيين الفيلم البنغالي (BFJA Awards)
- 1989 -- «كايامات سى كايامات تاك» [7]

### جوائز سانسوى (Sansui Awards)
- 2003 -- «تيرى نام» -- تيرى نام

### جوائز ام تي في(MTV Awards)
- 2001 -- «جانى كيون» -- ديل شات هاي

### جائزة شعبية (Popular Award)
- 2001 -- «كاهو نا بيار هاي» -- كاهو نا بيار هاي

### الجائزة الفنية المتميزة لمغنية البلاى باك (Artistic Excellence Female Playback Singer Award)
- 2000 -- «تال سى تال» -- تال

## الترشيحات

### فيلمفير
- أفضل مغنية بلاى باك: لواريس (1981) عن أغنية «مير انجن ماين»
- أفضل مطربى—انثى لل: بازيجار  (1993) عن أغنية «بازيجار أو بازيجار».
- أفضل مغنية بلاى باك: جوبت: ذا هيدن تروث (1997) عن أغنية «مير كوابون ماين تو».
- أفضل مطربة بلاى باك: فيلم ريفيوجى (2000) عن أغنية «بانشى ناديا».
- أفضل مطربة بلاى باك: فيلم أسوكا (2001) عن أغنية «سان سانانا».
- أفضل مطربة بلاى باك: فيلم ديل شاتا هاي (2001) عن أغنية «جانا كيون».
- أفضل مطربة بلاى باك: فيلم لاجان: ونس أبون اتيم إن انديا (2001) عن أغنية «أو رى شورى».
- أفضل مطربة بلاى باك: فيلم راز (2002) عن أغنية «ابك بيار ماين».
- أفضل مطربة بلاى باك: فيلم هومراز (2002) عن أغنية «سنام مير هومراز».
- أفضل مطربة بلاى باك: فيلم تيرى نام  (2003) عن أغنية «اودنى اودكى».
- أفضل مطربة بلاى باك: فيلم شالت شالت (2003) عن أغنية «توبا تومارى».
- أفضل مطربة بلاى باك: فيلم سويدز: وى، ذا بيبول (2004) عن أغنية «سانواريا».
- أفضل مطربة بلاى باك: فيلم موج شادى كاروجى  (2004) عن أغنية «لال دوباتا».
- أفضل مطربة بلاى باك: كابى الفيدا ناه كيناه (2006) عن أغنية «كابى الفيدا ناه كيناه».
- أفضل مطربة بلاى باك: فيلم يوراج (2009) عن أغنية «تو موسكورا».[8]

### جوائز بي بي سي للموسيقى العالمية (BBC World Music Awards)
- 2003 -- جوائز بي بي سي للموسيقى العالمية—آشيا باسيفك[9]

## افلام مختارة
- واتس يور راشى (2009) -- «بيارى بيارى»
- شورت كوت: ذا كون إز اون (2009) -- «كال نو باجى»
- يوراج (2008) -- «تو موسكورا»، «ماستام ماستام»
- سلومدوج مليونير (2008) -- «رينجا رينجا»
- كيسمات كونكشن (2008) -- «باكودا تومى هو»
- لاف ستورى 2٬050 (2008) -- «ميلون كا جيس ذا فاسلا»، «موزام أكاناك»
- ساواريا (2007) -- «كابيلا»
- جورو (2007) -- «ايى هيرات اّشيقى»
- اومراو جان (2006) -- «سلام»، «بوك راه هين»، «بيكا ديا هماين»، «ماين نا ميل ساكون»
- بابول (2006) -- «جا رى مان»
- شادي سى بيلي (2006) -- «بيجوريا، بيجوريا» (إعادة توزيع)، «ساش اشيق»
- جاي سانتوشي ما (2006) -- «ما سانتوشي ما»
- ديل آبنا بنجابى (2006) -- «سونيى» فت هارباجان مان
- كابى الفيدا نا كينا كابى الفيدا ناه كيناه (/0) (2006) -- «كابى الفيدا ناه كيناه ناه»، «تومى ديكو نا»
- بارسات (2005) -- «يه جو ديل هاي»، «ساجان ساجان»، «بارسات كى دين ايى»، «ماين تومس بيار باهوت كيا»، «اجا اجا بيا اب تو اجا»
- لاكى: نو تايم فور لاف (2005) -- «شورى شورى»
- سواديز (2004) -- «سانواريا سانواريا»
- فيدا (2004) -- «اجا في ماهي»
- هوم توم (2004) -- «لاكدى كيون»، «جور جور سي كور»، «ساسون كو ساسون ماين»، «يارا يارا»، «هوم توم»
- موجسى شادي كاروجى (2004) -- «لآل دوباتا» مع اوديت نارايان
- انديز (2003) -- «كيسيسى توم بيار كارو»، «الاه كار ديل نا ليج»، «اياجى مازا أب بارسات كا»
- كال هو ناه هو (2003) -- «كوش تو هوا هاي»
- تيرى نام (2003) -- «اودنى» مع اوديت نارايان
- ذا هيرو (2003) -- «ديل ماين هاي بيار»
- كورى كورى (2003) -- «اتا اتا»، «مندى»
- شالتي شالتي (2003) -- «التوبة»
- ديل كا ريشتا (2003) -- «ديل كورال أو تشاند»، «ساجان ساجان ساجان»، «هايي ديل ميرا ديل»، «ديلكا ريشتا بادا Pyara» مع اوديت نارايان
- مير يار كي شادي هاي (2002) -- «إيك لادكى»
- أوم جاي جاجاديش (2002) -- «كورى كورى»
- شاكتي (2002) -- «إيشك كامينا»
- راز (2002) -- ابكى بيار ماين، «كيا تومى ياد هاي، كيتنا بيار هاي يي شيرا» مع اوديت نارايان
- ديل هاي تومارا (2002) -- "ديل لاغا لييا ماين"، "ديل هاي تومارا"، "كاسام كاك كاهو" موهبات سكون هاى"، "كاهى زوبان" مع اوديت نارايان
- موجسى دوستى كاروجل (2002) -- «جانى ديل سي»
- تومكو نا بوول باينجى (2002) -- «بينديا شامك»
- يه ديل اشيكانا (2002) -- «ييه ديل اشيكانا»
- هان ماين باى بيار كيا (2002) -- «هوم بيار هاي تومار»
- كاسور (2001) -- «كيتنى بيشاين هوك» مع اوديت نارايان
- ديل شاتا هاي (2001) -- «جانى كيون» مع اوديت نارايان
- لاجا (2001) -- «بادي موشكل»
- اجنابى (2001) -- «كون ماين، هان توم»
- اجاز (2000) -- «مان تيرا ميرا مان»
- ريفيوجى (2000) -- «مير هومسافار»، «بانشى ناديا»، «ايشا لاجتا هاي»، «تال بي جاب»
- دولهان هوم لى جايانجى (2000) «دولهان هوم لى جوبانجى»، «موجى شادي كاروجى»، «تيرا بالو» مع اوديت نارايان
- دادكان (2000) -- «ديل ني يه كاها ديل سي» مع اوديت نارايان «، اكسار ايز دونيا ماين»
- زوبايدا (2000) -- «مندى هاى راكنوالى»، هاي نا
- بعثة كشمير (2000) -- «شوبكى سى سن»، «سوكو كى جيلون كا» مع اوديت نارايان
- هاميرا ديل ابكى باس هاي (2000) -- «هاميرا ديل ابكى باس هاي»، «شوكريا»
- فيزا (2000) -- «اجا ماهيا»، «تو فيزا هاي»
- شال مير بهاي (2000) -- «كورى كورى سبنون ماين»، «مري نيند جانى لاجى هاي»
- كاهو ناه... بيارهاي (2000) -- «كاهو ناه بيار هاي» مع اوديت نارايان
- ديلاجى (1999) -- «ديلاجى»
- داج (1999) -- «بيار هوم بيار»
- سارفاروش (1999) -- "جو هال ديل كا"، "إس ديوانى لادكا كو
- هم ديل دي تشوك سانام (1999) -- «شاند كوبا» مع اوديت نارايان
- تال (1999) -- «تال سي» مع اوديت نارايان
- سرف توم (1999) -- «بالى بالى بار»، «ديلبار ديلبار»
- ارجون بانديت (1999) -- «كوديان شهير ديان»
- بيوى نمبر. 1 (1999) -- «مهبوب مير»
- زخم (1998) -- «غالي ماين آج تشاند»
- سولدير (1998) -- «سولدير سولدير»، «مهفيل ماين بار بار»
- تشينا جيت (1998) -- «شما شما»
- دوبليكيت (1998) -- «مير مهبوب ميرا سنام» مع اوديت نارايان
- كوك كوك هوتا هاى (1998) -- «كوك كوك هوتا هاى»، «لادكى بادي انجانى هاي»، «كوي ميل غايا»، «كوك كوك هوتا هاى» (إصدار حزين)، «يه لاتكى هاي ديواني»، «ساجان جي غار ايى»، «توجى ياد نا مير ايى» مع اوديت نارايان
- باد ميان شوت ميان -- «ماكنا»، «ديتا جاي جودى»، «كيسى ديسكو ماين جاين»
- جولام (1998) -- «اتى كيا كاندالا»
- جوبت (1997) -- «موشكل بادا يه بيار هين»، «مير كوابون ماين تو»، «يي بياسى موهبات»
- إيشك (1997) -- «نيند كورايا ميري»
- كويلا (1997) -- «دخا توجى تو»، «تاناى تاناى»
- بوردر (1997) -- «هامن جابس موهبات»
- جيفان يود (1997) -- «زينداجى كو جوزرنا كى ليي» مع بانكاج اوداس
- جوداى (1997) -- «اووى بابا»، «موجى بيار هوا»
- خاموشى: ذا ميوزيكال (1996) -- «باهون كى دارميان»
- جيت (1996) -- «يا أو يارا ميلنا»، «ساسون كا شالنا»، «تو دارتى بي جيتنا بى»
- رجا هندوستاني (1996) -- «بارديسي بارديسي» مع اوديت نارايان
- راجكومار (1996) -- «بايال مري»
- راجا (1995) -- «اكيان ميلاو كابى اكيان شوراو»، «نازرى ميلى ديل دادكا» مع اوديت نارايان
- كاران ارجون (1995) -- «جاتي هون ماين»، «يه باندان تو بيار كا باندان هاي» مع اوديت نارايان
- آكيلي هوم آكيلي توم (1995) -- «رجا كو راني سي بيار هو جايا» مع اوديت نارايان
- ناجاياز (1995) -- «كيا توم موجى بيار كارتي هو»، «توجى بيار كارتي كارتي»
- كولى نمبر. 1 (1995) -- «ماين تو راستى»
- ماين كيلادى تو أناري (1994) -- «شوراكى ديل ميرا»
- كريمينال (1994) -- «تو ميل ديل كيلى»
- موهرا (1994) -- «تيب تيب بارسا بانى» مع اوديت نارايان
- ديلوالى (1994) -- «موكا ميليجا تو هوم بيار»، «جيتا ذا جيسكا ليي»، «جيتا هون جيسكا ليي»، «ساتون جانام ماين تيرا» مع اوديت نارايان
- بازيجار  (1993) -- «بازيجار أو بازيجار»، «آي مير هومسافار»
- تيرا ديل ديوانا (1993) -- «كام سي كام»
- در (1993) -- «آنغ سى آنغ لاغانا»
- خالنياك (1993) -- «كولى كى بيكى»
- بير تيرى كاهانى ياد ايى (1993) -- «سايرانا سي هاى»، «ديل ديتا هاي رو رو»
- هوم هين راهى بيار كى (1993) -- «جونجات كي اد سى»، «كش كوى لادكا»، «يوهي كات جاياجا سفار»، «بومباي سى بونها»
- كيلادى (1992) -- «وادا راحا سنام»
- بيكودى (1992) -- «جاب نا مانا ديل ديوانا».
- ديوانا (1992) -- «باياليا»، «آيسي ديوانجى»
- ساجان (1991) -- «دكا هاي بيلى بار»، «تو شايار هاي»
- بول اور كانتى (1991) -- «تومس ميلن كو ديل كارتا هاي»، «ديري ديري بيار كو بادنا»
- سابن ساجان كى (1992) -- «كيتا هاي موزام»، «كابى بولا كابى ياد كيا»، «ارا هاي مازا»
- أفسانا بيار كا (1991) -- «ياد تيري اتى هاي»
- تريدف (1989) -- «جالي جالي ماين»
- براشتاكار (1989) -- «مير سين سى لاجا»
- موجريم (1989) -- «رات كى بارا باجى»
- كايامات سى كايامات تاك (1988) -- «أكيلا هين تو كيا جوم هاي»، «كاهي ساتايى كاه»، «إي مير هومسافار» مع اوديت نارايان
- باتوارا (1989) -- «تو مارو كون لاجي»
- تيزاب (1988) -- «إيك دو تين»
- بريم براتيجيا (1988) -- «بيار كابى كام ناين كارنا»
- يود (1985) -- «يود كار»، «دوستون توم سب كو»
- لاف ماريدج (1984) -- «بيسوين سادي كى»
- كولى (1983) -- «موجى بينا كا شوك ناين»
- ناستيك (1982) -- «صاجر جاجات كا إيك راكوالا»
- كامكور (1982) - «توم سى بادكار دونيا ماين»
- جيفان دارا (1982) -- «جالديس انا»
- هامارى باهو ألكا (1982)
- لاواريس (1981) -- «مير انجان ماين تومارا»
- بايالكي جنكار (1979) -- «بيال كي جنكار»

## وصلات خارجية
- ألكا ياجنيك على موقع IMDb (الإنجليزية)
- ألكا ياجنيك على موقع ميوزك برينز (الإنجليزية)
- ألكا ياجنيك على موقع أول موفي (الإنجليزية)
- ألكا ياجنيك على موقع أول ميوزيك (الإنجليزية)
- ألكا ياجنيك على موقع ديسكوغز (الإنجليزية)
- لمحة من NDTV